# Hobart (New York)
Pour les articles homonymes, voir Hobart (homonymie).
Hobart est un village situé dans le comté de Delaware dans l'État de New York aux États-Unis. La population s'élevait à 441 habitants lors du recensement de 2010.